# Harel Ska’at
Harel Ska’at (hebr. הראל סקעת; ur. 8 sierpnia 1981 w Kefar Sawa) – izraelski piosenkarz.
Laureat drugiego miejsca w programie Kochav nolad 2 (2004). Reprezentant Izraela w 55. Konkursie Piosenki Eurowizji (2010).

## Życiorys

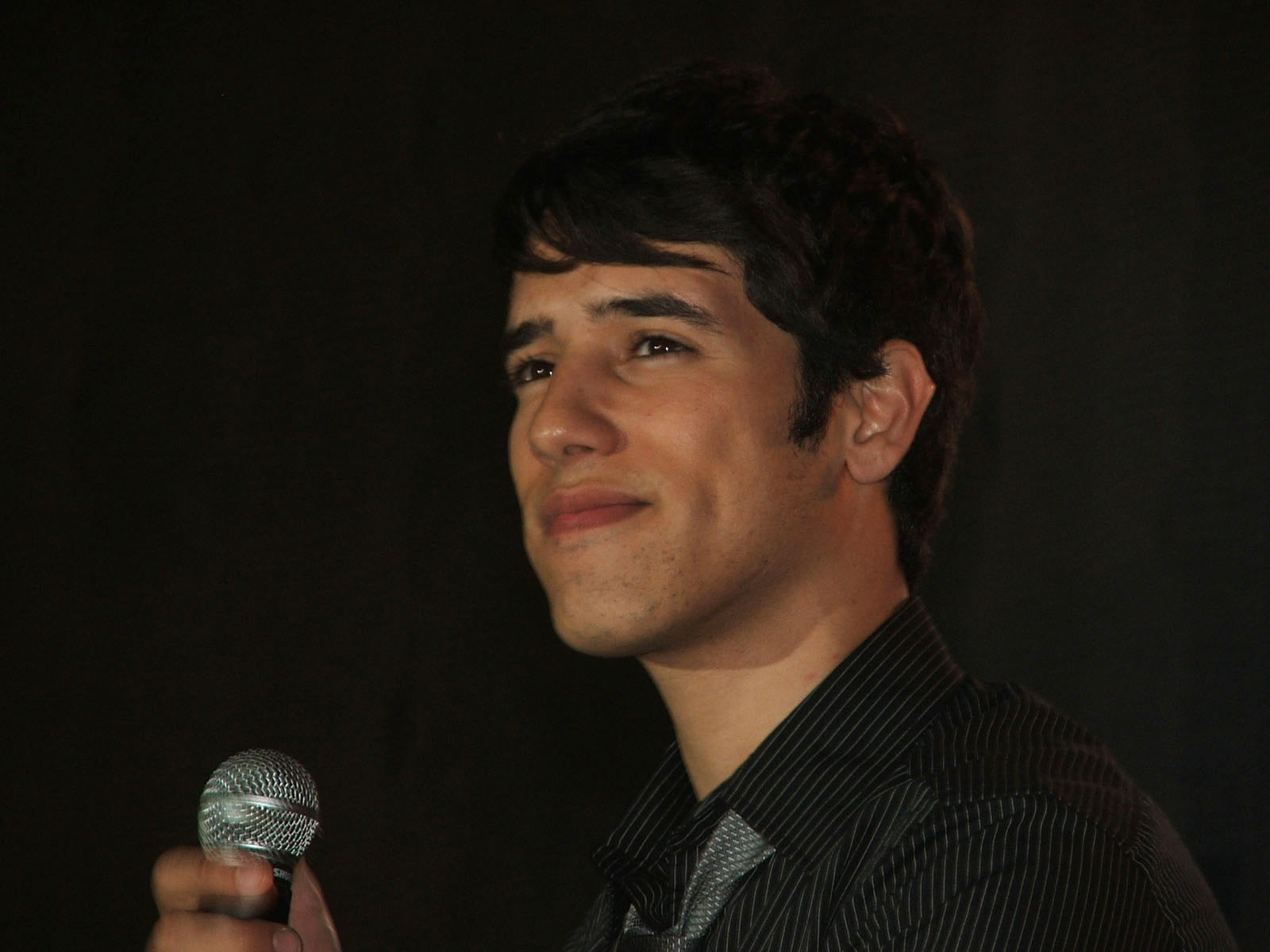
Ska’at (2007)

Po odbyciu służby wojskowej uczęszczał do szkoły aktorskiej Bejt Cwi. W 2004 roku zajął drugie miejsce w drugiej edycji programu rozrywkowego Kochav nolad. Latem 2006 roku wydał swój debiutancki album studyjny, zatytułowany po prostu Harel Ska’at, który już w pierwszym miesiącu sprzedaży zyskał status złotej płyty w Izraelu.  W 2009 roku wydał album pt. Dmuyot, który promował singlem „Muvan li achshav”.
W marcu 2010 wystąpił w koncercie telewizyjnym Kdam z czterema piosenkami („Le’an?”, „Ela’yich”, „Le’hitkarev”, „Milim”), spośród których widzowie wybierali utwór reprezentujący Izrael w 55. Konkursie Piosenki Eurowizji w Oslo. Decyzją telewidzów, zwyciężyła piosenka „Milim”, z którą Skaat w maju zajął ostatecznie 14. miejsce w finale Eurowizji 2010. Po finale konkursu odebrał Nagrody im. Marcela Bezençona od akredytowanych dziennikarzy, komentatorów konkursu i kompozytorów.
Pod koniec stycznia 2012 wydał album pt. Shuv me’ushar, które promował singlami „Tihje li ahawa” i „HaMea Ha-21”, notowanymi na pierwszym miejscu list przebojów w Izraelu. Na płycie umieścił także m.in. utwory „Kama od drachim”, „Maszehu tow” i „Gibor”, nagrane z Jehudem Polikerem.

### Życie prywatne
23 października 2010 roku ujawnił, że jest gejem.

## Dyskografia
Albumy studyjne
- Harel Skaat (2006)
- Dmuyot (2009)
- Shuv me’ushar (2012)